# Francia ai XVIII Giochi olimpici invernali
La Francia partecipò ai XVIII Giochi olimpici invernali, svoltisi a Nagano, Giappone, dal 7 al 22 febbraio 1998, con una delegazione di 106 atleti impegnati in dodici discipline.